# Skinnporing
Skinnporing (Postia mappa) är en svampart som först beskrevs av Overh. & J. Lowe, och fick sitt nu gällande namn av M.J. Larsen & Lombard 1986. Postia mappa ingår i släktet Postia och familjen Fomitopsidaceae.   Inga underarter finns listade i Catalogue of Life.
I den svenska databasen Dyntaxa används istället namnet Oligoporus mappa för samma taxon.  Arten är reproducerande i Sverige.